# Cicindela severa
Cicindela severa är en skalbaggsart som beskrevs av Laferté-sénectère 1841. Cicindela severa ingår i släktet Cicindela och familjen jordlöpare. Inga underarter finns listade i Catalogue of Life.